# Alica Schmidt
Alica Schmidt (ur. 8 listopada 1998 w Wormacji) – niemiecka lekkoatletka, sprinterka, olimpijka.
Medalistka Mistrzostw Europy Juniorów (2017), Młodzieżowych Mistrzostw Europy (2019) oraz Mistrzostw Niemiec (2019).
Uczestniczka letnich igrzysk olimpijskich w Tokio (2021) – wystąpiła w sztafecie mieszanej 4 × 400 m, nie zdobywając awansu do finału.

## Osiągnięcia
- Mistrzostwa Europy Juniorów, Grosseto 2017
  - srebrny medal – sztafeta 4 × 400 m
- Młodzieżowe Mistrzostwa Europy, Gävle 2019
  - brązowy medal – sztafeta 4 × 400 m
- Mistrzostwa Niemiec, Berlin 2019
  - srebrny medal – sztafeta 4 × 400 m

## Rekordy życiowe
- bieg na 200 metrów
  - stadion – 24,00 (2023) / 23,94w (2020)
  - hala – 24,19 (2020)
- bieg na 400 metrów
  - stadion – 52,07 (2023)
  - hala – 52,80 (2022)